# Keigo Shimizu
Keigo Shimizu (jap. 清水 啓吾 Shimizu Keigo; ur. 2 lipca 1939 w prefekturze Nagasaki) – japoński pływak. Brązowy medalista olimpijski z Rzymu.
Specjalizował się w stylu dowolnym. Zawody w 1960 były jego jedynymi igrzyskami olimpijskimi. Medal zdobył w sztafecie 4 × 100 metrów stylem zmiennym. Na igrzyskach azjatyckich w 1962 zdobył trzy złote medale - na dystansie 100 metrów kraulem oraz w sztafetach 4 × 100 i 4 × 200 metrów stylem dowolnym.